# Picea morrisonicola
Picea morrisonicola е вид растение от семейство Борови (Pinaceae). Видът е световно застрашен, със статут Уязвим.

## Разпространение
Разпространен е в Тайван.